# Gobiodon
Gobiodon é um gênero de góbios que pertencem a família Gobiidae, é um gênero nativo da região do Indo-Pacífico. Frequentemente são encontrados no comércio de aquários como o Gobiodon okinawae.

## Espécies
Atualmente são conhecidas 27 espécies que pertencem a este gênero:
- Gobiodon acicularis
- Gobiodon albofasciatus
- Gobiodon aoyagii
- Gobiodon ater
- Gobiodon atrangulatus
- Gobiodon axillaris
- Gobiodon bilineatus
- Gobiodon brochus
- Gobiodon ceramensis
- Gobiodon citrinus
- Gobiodon fulvus
- Gobiodon fuscoruber
- Gobiodon heterospilos
- Gobiodon histrio
- Gobiodon howsoni[3]
- Gobiodon irregularis
- Gobiodon micropus
- Gobiodon multilineatus
- Gobiodon oculolineatus
- Gobiodon okinawae
- Gobiodon prolixus
- Gobiodon quinquestrigatus
- Gobiodon reticulatus
- Gobiodon rivulatus
- Gobiodon spilophthalmus
- Gobiodon unicolor
- Gobiodon winterbottomi

## Galeria

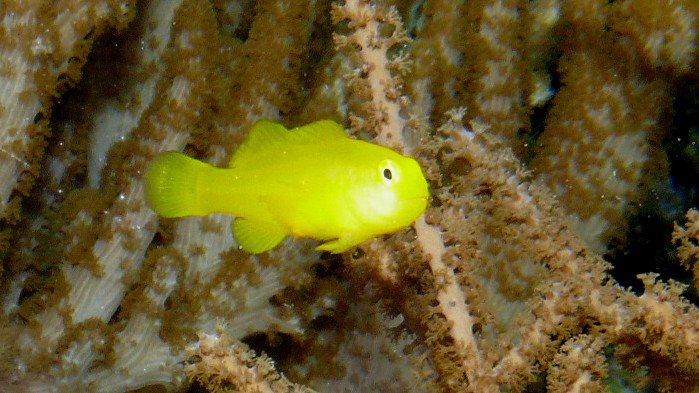
Góbio okinawano (G. okinawae)
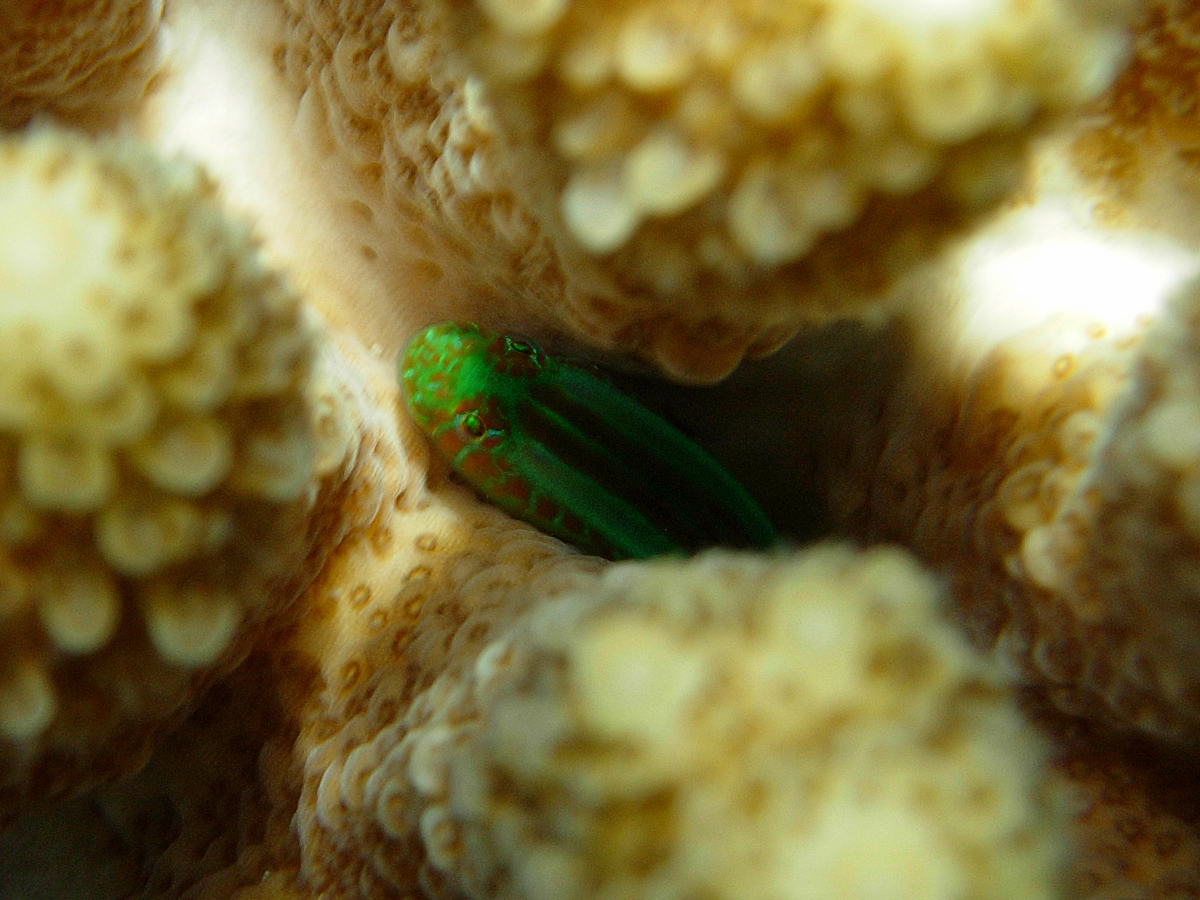
G. rivulatus em Reunião
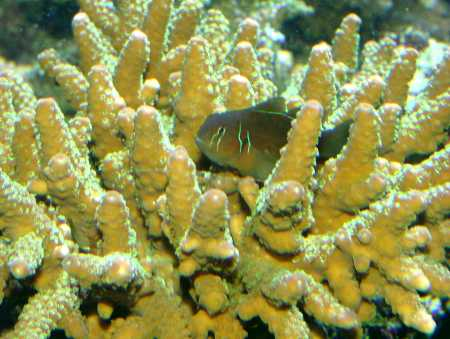
Gobiodon sp
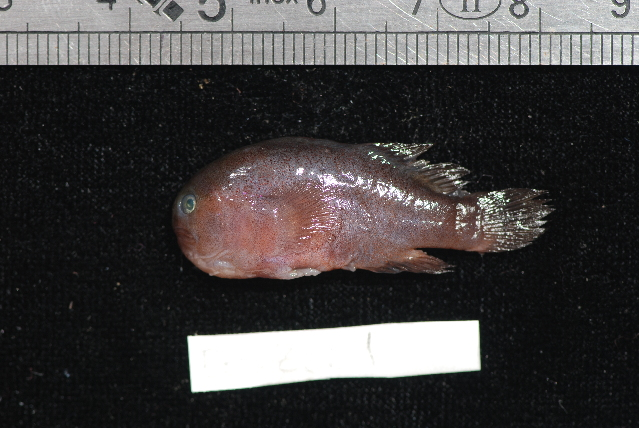
G. unicolor